# Света Троица (Брушани)
Вижте пояснителната страница за други значения на Света Троица.
„Света Троица“ (на македонска литературна норма: „Света Троица“) е възрожденска православна църква в тиквешкото село Брушани, централната част на Северна Македония. Част е от Повардарската епархия на Македонската православна църква.
Църквата е построена в 1878 година и изписана на следната година от непознати зографи, според надписа на южната стена от външната страна на църквата. Църквата е трикорабна с големи размери. В интериора на южната стена е композицията Второ пришествие Христово (Страшният съд). В храма има резбован кръст, дело на добър резбар. На железното клепало има надпис „1880 се приложи од вко за душа Мице майсторя калва Лазо Хованче“.
Църквата оцелява след потопяването на Брушани под водите на Тиквешкото езеро в 1968 година, като остава на самия му северен бряг.